# Konjarić Vrh
Konjarić Vrh is een plaats in de gemeente Krašić in de Kroatische provincie Zagreb. De plaats telt 31 inwoners (2001).